# Jafar Irismetov
Jafar Toersoembajevitsj Irismetov (Oezbeeks: Джафар Ирисметов; Yangibazar, 23 augustus 1976) is een Oezbeeks voetbalcoach en voormalig professioneel voetballer.

## Clubcarrière
Irismetov speelde als aanvaller zeer lang in zowel de Oezbeekse Oliy liga als de Kazachse Premjer-Liga en scoorde daarin meer dan tweehonderd doelpunten in meer dan vierhonderd wedstrijden. Hij werd driemaal topscorer in Oezbekistan en tweemaal in Kazachstan. Ook speelde hij kortere, en minder succesvolle, periodes in Griekenland, Rusland, Oekraïne en China. Hij kwam 36 keer uit voor het Oezbeeks voetbalelftal waarbij hij 15 doelpunten maakte. In 2000 werd hij uitgeroepen tot Oezbeeks voetballer van het jaar.
Nadat hij in 2013 transfervrij was, besloot hij te stoppen met veldvoetbal. Hij was nog even actief in het beach soccer. Hij scoorde vijf keer in vijf wedstrijden voor het Oezbeekse nationale team.
In januari 2014 begon hij als trainer bij NBU Osiyo.

## Erelijst

### Oezbekistan
- Oliy liga: 2000, 2003
- Beker van Oezbekistan: 2000

### Rusland
- Premjer-Liga: 2001
- GOS beker: 2001

### Kazachstan
- Premjer-Liga: 2004
- Kazachse voetbalbeker: 2006